# Portada/efemèride març 8
La catedral de Lucca, on es troba enterrada Berta de Lotaríngia.
« 7 de març · 8 de març · 9 de març »